# Phyllocnistis valentinensis
Phyllocnistis valentinensis är en fjärilsart som beskrevs av M. Hering 1936. Phyllocnistis valentinensis ingår i släktet Phyllocnistis och familjen styltmalar.
Artens utbredningsområde är:
- Bulgarien.
- Grekland.
- Italien.
- Kazakstan.
- Spanien.

Inga underarter finns listade i Catalogue of Life.